# Mesosemia tisis
Mesosemia tisis är en fjärilsart som beskrevs av Jean Baptiste Godart 1824. Mesosemia tisis ingår i släktet Mesosemia och familjen Riodinidae. Inga underarter finns listade i Catalogue of Life.